# Jabzang kagju
Jabzang kagju (transliteracja Wyliego. g.ya bzang; język angielski Yabzang Kagyu, Yazang Kagyu) – szkoła kagju buddyzmu tybetańskiego, jedna z tzw. ośmiu mniejszych szkół kagju, wywodzących się od ucznia Gampopy (1079-1153) Pagmodrupy (transliteracja Wyliego. phag mo gru pa rdo rje rgyal po, 1110–1170). Założył ją Szarawa Kalden Jesze Senge (transliteracja Wyliego. zha ra rwa lkal ldan ye sjes seng ge. zm. 1290; inaczej Zarła Jesze Senge), który był jednym z ośmiu uczniów Pamodrupy. Jego głównym uczniem był Jabzang Chöje (g.ya bzang chos rje, 1169-1233), który założył klasztor Jabzang.